# Santiago Giménez
Santiago Tomás Giménez (Buenos Aires, 18 aprile 2001) è un calciatore messicano con cittadinanza argentina, attaccante del Milan e della nazionale messicana, con cui ha vinto la CONCACAF Gold Cup 2023, CONCACAF Gold Cup 2025 e la CONCACAF Nations League 2024-2025.

## Biografia
Soprannominato "El Bebote", è il figlio di Christian Giménez, ex centrocampista argentino che ha trascorso la maggior parte della carriera in Messico, è in possesso della doppia cittadinanza e ha scelto di giocare per la nazionale messicana.

## Caratteristiche tecniche
È un centravanti mobile, bravo nel gioco aereo e nell'attacco in profondità, forte nel calcio di rigore ed è capace di trarre vantaggio muovendosi negli spazi liberi. Calcia bene di prima intenzione ed è rapido a sfruttare le occasioni che gli si presentano in area di rigore avversaria. Tira bene con entrambi i piedi, ma si affida principalmente al suo potente mancino.

## Carriera

### Club

#### Cruz Azul
Nato a Buenos Aires, all'età di 3 anni si è trasferito in Messico assieme al padre, Christian, neo tesserato del Veracruz. Successivamente è entrato nel settore giovanile del Cruz Azul, con cui ha debuttato il 3 agosto 2017 in occasione dell'incontro di Coppa del Messico pareggiato 1-1 contro il Tigres UANL. Nella stagione 2019-2020 è stato promosso in prima squadra, con cui ha esordito in campionato disputando il match perso per 3-2 contro il Club Tijuana il 29 agosto 2019. Il 2 febbraio 2020 ha trovato la prima rete in carriera, aprendo le marcature dopo soli due minuti contro il Toluca nell'incontro pareggiato per 3-3 e il 23 luglio seguente ha rinnovato il proprio contratto con il Cruz Azul fino al 2023. Nel campionato 2021-2022 ha realizzato 7 gol.

#### Feyenoord
Il 29 luglio 2022 viene ceduto al Feyenoord. Segna il primo gol con la squadra di Rotterdam il 27 agosto, nella vittoria per 4-0 contro l'Emmen in campionato. L'8 settembre 2022 esordisce in Europa League, nella partita persa per 4-2 contro la Lazio, in cui va a segno due volte. Con il Feyenoord vince il campionato 2022-2023, in cui realizza 15 gol in 32 presenze.
Rinnovato il contratto con il club per un altro anno, nel settembre 2023 viene eletto giocatore del mese della Eredivisie per le prestazioni fornite all'inizio della stagione. Dopo aver scontato due giornate di squalifica in campo internazionale a causa di un'espulsione rimediata nei quarti di finale di Europa League dell'annata precedente contro la Roma, il 25 ottobre 2023 esordisce in UEFA Champions League, segnando due gol nella vittoria casalinga per 3-1 contro la Lazio. Il 7 dicembre seguente, andando in gol contro il Volendam nella vittoria per 3-1, batte il record detenuto da Luis Suárez e diventa il giocatore più prolifico in un anno solare in Eredivisie, con 31 gol. Nell'annata 2023-2024 si aggiudica con i compagni la Coppa dei Paesi Bassi grazie al successo per 1-0 nella finale contro il N.E.C.. Chiude la stagione anzitempo, a maggio, a causa di un infortunio, con un bilancio di 30 presenze e 23 reti in campionato e di 40 presenze e 26 reti in tutte le competizioni.
Apre la stagione 2024-2025 aggiudicandosi la Supercoppa dei Paesi Bassi: durante la sfida contro il PSV realizza due gol, entrambi su calcio di rigore, nel pareggio per 4-4; il Feyenoord vincerà poi ai tiri di rigore per 4-2, mettendo in bacheca il trofeo. Il 12 gennaio 2025, andando a segno su calcio di rigore contro l'Utrecht nella sconfitta casalinga per 1-2 in campionato, diventa il calciatore messicano con più reti segnate nel campionato olandese (45), superando il record detenuto da Hirving Lozano. Chiude la sua esperienza olandese con 105 presenze e 65 reti.

#### Milan
Il 3 febbraio 2025 viene acquistato a titolo definitivo per 30 milioni di euro dal Milan, club con cui sottoscrive un contratto di quattro anni e mezzo. Due giorni dopo debutta in maglia rossonera, subentrando a Tammy Abraham nella partita casalinga vinta per 3-1 contro la Roma, valida per i quarti di finale di Coppa Italia, gara nella quale serve anche l’assist per la rete di João Félix. Segna il suo primo gol con il Milan all'esordio in serie A  l'8 febbraio seguente, nella vittoria per 2-0 in campionato in casa dell'Empoli., ripetendosi nel turno successivo, quando segna la rete del successo nella gara casalinga contro l'Hellas Verona. Il 18 febbraio segna il gol che porta in vantaggio il Milan proprio contro la sua ex squadra, il Feyenoord, nel ritorno dei playoff di UEFA Champions League allo stadio Giuseppe Meazza, nell'incontro terminato sul pareggio per 1-1 che sancisce l'eliminazione dei rossoneri dalla competizione. Il 9 maggio segna la sua prima doppietta in rossonero, nel successo in rimonta per 3-1 contro il Bologna.

### Nazionale
Nel settembre 2020 viene convocato dal commissario tecnico Gerardo Martino in nazionale maggiore, in vista dell'amichevole contro il Guatemala, in cui non viene impiegato. Debutta in nazionale il 21 ottobre 2021, giocando i primi 67 minuti della partita persa 2-3 contro l'Ecuador. Il 9 dicembre seguente segna il suo primo gol in nazionale, contro il Cile (2-2).
Con il Messico ha vinto la Gold Cup 2023, decidendo con un gol la finale contro Panama, e la CONCACAF Nations League 2024-2025, battendo in finale ancora Panama.

## Statistiche

### Presenze e reti nei club
Statistiche aggiornate al 29 maggio 2025.
| Stagione         | Squadra          | Campionato       | Campionato | Campionato | Coppe nazionali | Coppe nazionali | Coppe nazionali | Coppe continentali | Coppe continentali | Coppe continentali | Altre coppe | Altre coppe | Altre coppe | Totale | Totale | Totale |
| Stagione         | Squadra          | Comp             | Pres       | Reti       | Comp            | Pres            | Reti            | Comp               | Pres               | Reti               | Comp        | Pres        | Reti        | Pres   | Reti   |        |
| ---------------- | ---------------- | ---------------- | ---------- | ---------- | --------------- | --------------- | --------------- | ------------------ | ------------------ | ------------------ | ----------- | ----------- | ----------- | ------ | ------ | ------ |
| 2019-2020        | Cruz Azul        | LMX              | 18         | 2          | CM              | 0               | 0               | CCL                | 2                  | 0                  | -           | -           | -           | 20     | 2      |        |
| 2020-2021        | Cruz Azul        | LMX              | 36         | 6          | -               | -               | -               | CCL                | 5                  | 0                  | CdC+CC      | 1+1         | 0           | 43     | 6      |        |
| 2021-2022        | Cruz Azul        | LMX              | 35         | 12         | -               | -               | -               | CCL                | 6                  | 0                  | CdC         | 1           | 1           | 42     | 13     |        |
| Totale Cruz Azul | Totale Cruz Azul | Totale Cruz Azul | 89         | 20         |                 | 0               | 0               |                    | 13                 | 0                  |             | 3           | 1           | 105    | 21     |        |
| 2022-2023        | Feyenoord        | ED               | 32         | 15         | CO              | 4               | 3               | UEL                | 9                  | 5                  | -           | -           | -           | 45     | 23     |        |
| 2023-2024        | Feyenoord        | ED               | 30         | 23         | CO              | 4               | 0               | UCL+UEL            | 4+2                | 2+1                | SO          | 1           | 0           | 41     | 26     |        |
| 2024-feb. 2025   | Feyenoord        | ED               | 11         | 7          | CO              | 2               | 2               | UCL                | 5                  | 5                  | SO          | 1           | 2           | 19     | 16     |        |
| Totale Feyenoord | Totale Feyenoord | Totale Feyenoord | 73         | 45         |                 | 10              | 5               |                    | 20                 | 13                 |             | 2           | 2           | 105    | 65     |        |
| feb.-giu. 2025   | Milan            | A                | 14         | 5          | CI              | 3               | 0               | UCL                | 2                  | 1                  | SI          | -           | -           | 19     | 6      |        |
| 2025-2026        | Milan            | A                | 0          | 0          | CI              | 1               | 0               | -                  | -                  | -                  | SI          | 0           | 0           | 1      | 0      |        |
| Totale Milan     | Totale Milan     | Totale Milan     | 14         | 5          |                 | 4               | 0               |                    | 2                  | 1                  |             | 0           | 0           | 20     | 6      |        |
| Totale carriera  | Totale carriera  | Totale carriera  | 176        | 70         |                 | 14              | 5               |                    | 35                 | 14                 |             | 5           | 3           | 230    | 92     |        |

### Cronologia presenze e reti in nazionale
| Cronologia completa delle presenze e delle reti in nazionale ― Messico | Cronologia completa delle presenze e delle reti in nazionale ― Messico | Cronologia completa delle presenze e delle reti in nazionale ― Messico | Cronologia completa delle presenze e delle reti in nazionale ― Messico | Cronologia completa delle presenze e delle reti in nazionale ― Messico | Cronologia completa delle presenze e delle reti in nazionale ― Messico | Cronologia completa delle presenze e delle reti in nazionale ― Messico | Cronologia completa delle presenze e delle reti in nazionale ― Messico |
| Data                                                                   | Città                                                                  | In casa                                                                | Risultato                                                              | Ospiti                                                                 | Competizione                                                           | Reti                                                                   | Note                                                                   |
| ---------------------------------------------------------------------- | ---------------------------------------------------------------------- | ---------------------------------------------------------------------- | ---------------------------------------------------------------------- | ---------------------------------------------------------------------- | ---------------------------------------------------------------------- | ---------------------------------------------------------------------- | ---------------------------------------------------------------------- |
| 21-10-2021                                                             | East Rutherford                                                        | Messico                                                                | 2 – 3                                                                  | Ecuador                                                                | Amichevole                                                             | -                                                                      | 67’                                                                    |
| 9-12-2021                                                              | Austin                                                                 | Messico                                                                | 2 – 2                                                                  | Cile                                                                   | Amichevole                                                             | 1                                                                      | 72’                                                                    |
| 28-4-2022                                                              | Orlando                                                                | Messico                                                                | 0 – 0                                                                  | Guatemala                                                              | Amichevole                                                             | -                                                                      |                                                                        |
| 29-5-2022                                                              | Arlington                                                              | Messico                                                                | 2 – 1                                                                  | Nigeria                                                                | Amichevole                                                             | 1                                                                      | 67’                                                                    |
| 6-6-2022                                                               | Chicago                                                                | Messico                                                                | 0 – 0                                                                  | Ecuador                                                                | Amichevole                                                             | -                                                                      | 89’                                                                    |
| 11-6-2022                                                              | Torreón                                                                | Messico                                                                | 3 – 0                                                                  | Suriname                                                               | CONCACAF Nations League 2022-2023 - 1º turno                           | -                                                                      | 62’                                                                    |
| 14-6-2022                                                              | Kingston                                                               | Giamaica                                                               | 1 – 1                                                                  | Messico                                                                | CONCACAF Nations League 2022-2023 - 1º turno                           | -                                                                      |                                                                        |
| 25-9-2022                                                              | Pasadena                                                               | Messico                                                                | 1 – 0                                                                  | Perù                                                                   | Amichevole                                                             | -                                                                      | 62’                                                                    |
| 28-9-2022                                                              | Santa Clara                                                            | Messico                                                                | 2 – 3                                                                  | Colombia                                                               | Amichevole                                                             | -                                                                      | 60’                                                                    |
| 23-3-2023                                                              | Paramaribo                                                             | Suriname                                                               | 0 – 2                                                                  | Messico                                                                | CONCACAF Nations League 2022-2023 - 1º turno                           | -                                                                      |                                                                        |
| 15-6-2023                                                              | Paradise                                                               | Stati Uniti                                                            | 3 – 0                                                                  | Messico                                                                | CONCACAF Nations League 2022-2023 - Semifinale                         | -                                                                      | 54’ 60’                                                                |
| 18-6-2023                                                              | Paradise                                                               | Panama                                                                 | 0 – 1                                                                  | Messico                                                                | CONCACAF Nations League 2022-2023 - Finale 3º posto                    | -                                                                      | 87’                                                                    |
| 25-6-2023                                                              | Houston                                                                | Messico                                                                | 4 – 0                                                                  | Honduras                                                               | Gold Cup 2023 - 1º turno                                               | -                                                                      | 59’                                                                    |
| 29-6-2023                                                              | Glendale                                                               | Haiti                                                                  | 1 – 3                                                                  | Messico                                                                | Gold Cup 2023 - 1º turno                                               | 1                                                                      | 62’                                                                    |
| 2-7-2023                                                               | Santa Clara                                                            | Messico                                                                | 0 – 1                                                                  | Qatar                                                                  | Gold Cup 2023 - 1º turno                                               | -                                                                      | 12’                                                                    |
| 8-7-2023                                                               | Arlington                                                              | Messico                                                                | 2 – 0                                                                  | Costa Rica                                                             | Gold Cup 2023 - Quarti di finale                                       | -                                                                      | 70’                                                                    |
| 12-7-2023                                                              | Paradise                                                               | Giamaica                                                               | 0 – 3                                                                  | Messico                                                                | Gold Cup 2023 - Semifinale                                             | -                                                                      | 63’                                                                    |
| 16-7-2023                                                              | Inglewood                                                              | Messico                                                                | 1 – 0                                                                  | Panama                                                                 | Gold Cup 2023 - Finale                                                 | 1                                                                      | 84’                                                                    |
| 9-9-2023                                                               | Arlington                                                              | Messico                                                                | 2 – 2                                                                  | Australia                                                              | Amichevole                                                             | -                                                                      | 60’                                                                    |
| 12-9-2023                                                              | Atlanta                                                                | Uzbekistan                                                             | 3 – 3                                                                  | Messico                                                                | Amichevole                                                             | -                                                                      | 77’                                                                    |
| 14-10-2023                                                             | Charlotte                                                              | Messico                                                                | 2 – 0                                                                  | Ghana                                                                  | Amichevole                                                             | -                                                                      | 73’                                                                    |
| 17-10-2023                                                             | Filadelfia                                                             | Messico                                                                | 2 – 2                                                                  | Germania                                                               | Amichevole                                                             | -                                                                      | 77’                                                                    |
| 17-11-2023                                                             | Tegucigalpa                                                            | Honduras                                                               | 2 – 0                                                                  | Messico                                                                | CONCACAF Nations League 2023-2024 - Quarti di finale                   | -                                                                      | 58’                                                                    |
| 21-11-2023                                                             | Città del Messico                                                      | Messico                                                                | 2 – 0 dts (4 – 2 dtr)                                                  | Honduras                                                               | CONCACAF Nations League 2023-2024 - Quarti di finale                   | -                                                                      | 70’                                                                    |
| 24-3-2024                                                              | Arlington                                                              | Messico                                                                | 0 – 2                                                                  | Stati Uniti                                                            | CONCACAF Nations League 2023-2024 - Finale                             | -                                                                      | 65’ 74’                                                                |
| 5-6-2024                                                               | Denver                                                                 | Messico                                                                | 0 – 4                                                                  | Uruguay                                                                | Amichevole                                                             | -                                                                      | 84’                                                                    |
| 8-6-2024                                                               | College Station                                                        | Messico                                                                | 2 – 3                                                                  | Brasile                                                                | Amichevole                                                             | -                                                                      | 89’                                                                    |
| 22-6-2024                                                              | Houston                                                                | Messico                                                                | 1 – 0                                                                  | Giamaica                                                               | Coppa America 2024 - 1º turno                                          | -                                                                      | 68’                                                                    |
| 26-6-2024                                                              | Inglewood                                                              | Venezuela                                                              | 1 – 0                                                                  | Messico                                                                | Coppa America 2024 - 1º turno                                          | -                                                                      | 39’ 61’                                                                |
| 30-6-2024                                                              | Glendale                                                               | Ecuador                                                                | 0 – 0                                                                  | Messico                                                                | Coppa America 2024 - 1º turno                                          | -                                                                      |                                                                        |
| 7-9-2024                                                               | Pasadena                                                               | Messico                                                                | 3 – 0                                                                  | Nuova Zelanda                                                          | Amichevole                                                             | -                                                                      | 61’                                                                    |
| 10-9-2024                                                              | Arlington                                                              | Messico                                                                | 0 – 0                                                                  | Canada                                                                 | Amichevole                                                             | -                                                                      | 66’                                                                    |
| 20-3-2025                                                              | Inglewood                                                              | Canada                                                                 | 0 – 2                                                                  | Messico                                                                | CONCACAF Nations League 2024-2025 - Semifinale                         | -                                                                      | 80’                                                                    |
| 23-3-2025                                                              | Inglewood                                                              | Messico                                                                | 2 – 1                                                                  | Panama                                                                 | CONCACAF Nations League 2024-2025 - Finale                             | -                                                                      | 90+6’                                                                  |
| 7-6-2025                                                               | Salt Lake City                                                         | Messico                                                                | 2 – 4                                                                  | Svizzera                                                               | Amichevole                                                             | 1                                                                      | 73’                                                                    |
| 10-6-2025                                                              | Chapel Hill                                                            | Messico                                                                | 1 – 0                                                                  | Turchia                                                                | Amichevole                                                             | -                                                                      | 70’                                                                    |
| 14-6-2025                                                              | Inglewood                                                              | Messico                                                                | 3 – 2                                                                  | Rep. Dominicana                                                        | Gold Cup 2025 - 1º turno                                               | -                                                                      | 73’                                                                    |
| 18-6-2025                                                              | Arlington                                                              | Suriname                                                               | 0 – 2                                                                  | Messico                                                                | Gold Cup 2025 - 1° turno                                               | -                                                                      | 64’                                                                    |
| 22-6-2025                                                              | Paradise                                                               | Messico                                                                | 0 – 0                                                                  | Costa Rica                                                             | Gold Cup 2025 - 1° turno                                               | -                                                                      | 69’                                                                    |
| 28-6-2025                                                              | Glendale                                                               | Messico                                                                | 2 – 0                                                                  | Arabia Saudita                                                         | Gold Cup 2025 - Quarti di finale                                       | -                                                                      | 60’                                                                    |
| 2-7-2025                                                               | Santa Clara                                                            | Messico                                                                | 1 – 0                                                                  | Honduras                                                               | Gold Cup 2025 - Semifinale                                             | -                                                                      | 77’                                                                    |
| 7-7-2025                                                               | Houston                                                                | Stati Uniti                                                            | 1 – 2                                                                  | Messico                                                                | Gold Cup 2025 - Finale                                                 | -                                                                      | 86’                                                                    |
| Totale                                                                 |                                                                        | Presenze                                                               | 42                                                                     |                                                                        | Reti                                                                   | 5                                                                      |                                                                        |

## Palmarès

### Club

#### Competizioni nazionali
- Coppa del Messico: 1

Cruz Azul: 2018 (A)
- Supercoppa del Messico: 1

Cruz Azul: 2019
- Campionato olandese: 1

Feyenoord: 2022-2023
- Coppa dei Paesi Bassi: 1

Feyenoord: 2023-2024
- Supercoppa dei Paesi Bassi: 1

Feyenoord: 2024

#### Competizioni internazionali
- Leagues Cup: 1

Cruz Azul: 2019

### Nazionale
- Gold Cup: 2

2023, 2025
- CONCACAF Nations League: 1

2024-2025